# Saint-Pabu
Saint-Pabu (bretonisch Sant-Pabu) ist eine Gemeinde mit 2078 Einwohnern (Stand 1. Januar 2022) im Département Finistère in der Bretagne in Frankreich. Sie ist Teil des Kantons Plabennec und gehört zur Communauté de communes du Pays des Abers.

## Geographie
Saint-Pabu liegt etwa 27 Kilometer nordwestlich von Brest direkt am Ärmelkanal. Östlich wird Saint-Pabu von dem Fluss Aber Benoît begrenzt. Nachbargemeinden sind Landéda (am gegenüberliegenden Ufer des Aber Benoît),  Plouguin und Lampaul-Ploudalmézeau.
Auf der vorgelagerten Insel Île Garo, die zum Gemeindegebiet zählt und auf der bis Mitte des 20. Jahrhunderts noch Landwirtschaft betrieben wurde, befinden sich rund 2000 Jahre alte Grabanlagen.

## Geschichte
Der Name Saint-Pabu leitet sich vom bretonischen Heiligen Tugdual ab. Saint-Pabu war vom 11. bis 13. Jahrhundert auch der Name von Tréguier im Département Côtes-d’Armor.
1624 wurde die Kapelle Saint-Pabu zur Kirche ausgebaut, nachdem sich die Bewohner über den mühevollen Kirchgang nach Ploudalmézeau beschwert hatten. 1889 wurde in der Nähe des Herrenhauses Mesnaot eine Kiste mit 57 Kilogramm römischer Münzen gefunden, die aus der Zeit zwischen 276 und 337 stammen. Zudem wurden drei Silbervasen sowie (bereits davor) Armringe aus Gold geborgen.
Am 14. Januar 2006 ist die Gemeinde der Charta Ya d’ar brezhoneg zur Förderung der bretonischen Sprache beigetreten.

### Bevölkerungsentwicklung
| Jahr                       | 1962 | 1968 | 1975 | 1982 | 1990 | 1999 | 2010 | 2017 |
| Einwohner                  | 1341 | 1283 | 1278 | 1380 | 1392 | 1479 | 1999 | 2074 |
| Quellen: Cassini und INSEE |      |      |      |      |      |      |      |      |

## Sehenswürdigkeiten
- Das Herrenhaus Mesnaot. Von der Départementsstraße D28, die Ploudalmézeau mit Lannilis verbindet, ist auf Höhe des Aber Benoît ein Taubenturm zu erkennen.

- Die Dünenlandschaft von Corn-Ar-Gazel ist ein FFH-Schutzgebiet nach Natura 2000.